# Satoshi Tsunami
Satoshi Tsunami (都並 敏史, Tsunami Satoshi, Setagaya, 14 augustus 1961) is een Japanse voormalig voetballer en trainer.

## Clubcarrière
Tsunami begon zijn carrière in 1980 bij Yomiuri, de voorloper van Verdy Kawasaki. Met deze club werd hij in 1983, 1984, 1986/87, 1990/91, 1993 en 1994 kampioen van Japan. In 16 jaar speelde hij er 230 competitiewedstrijden en scoorde 5 goals. Hij tekende in 1996 bij Avispa Fukuoka. Tsunami speelde tussen 1996 en 1998 voor Avispa Fukuoka en Bellmare Hiratsuka. Tsunami beëindigde zijn spelersloopbaan in 1998.

## Interlandcarrière
Tsunami debuteerde in 1980 in het Japans nationaal elftal. Hij speelde tegen Singapore bij een wereldbekerkwalificatiewedstrijd in Hongkong op 22 december 1980. Zijn eerste interlandgoal scoorde hij op 20 september 1986 in Seoel bij de Aziatische Spelen. Dit was bij een wedstrijd tegen het Nepalees voetbalelftal. Hij speelde 78 interlands, waarin hij 2 keer scoorde. Hij was lid van het Japanse team dat in 1992 thuis de Azië Cup won.

## Tv-carrière
Na zijn spelerscarrière heeft hij een tijd gewerkt als wedstrijdcommentator bij de televisie. Verder was hij enige tijd jeugdtrainer bij Tokyo Verdy. In 2004 verkreeg hij zijn trainerslicentie die vereist is voor het trainen van de J-League. Het jaar daarop ging hij aan de slag als hoofdtrainer van het J2-team Vegalta Sendai. Vegalta eindigde als vierde en kon niet promoveren naar de J1. Daarop werd Satoshi Tsunami aan de kant gezet. In 2006 mocht hij zich bewijzen als assistent-coach bij Tokyo Verdy. Ook deze club wist niet te promoveren, en weer werd hij ontslagen, zoals ook gebeurde bij zijn baan bij J2-club Cerezo Osaka in 2007. Na een slechte start mocht hij in mei vertrekken. Hij begon in 2008 bij J2-club Yokohama FC maar werd ook daar aan het eind van het seizoen ontslagen.

## Statistieken
| Japans voetbalelftal | Japans voetbalelftal | Japans voetbalelftal |
| Jaar                 | Wed.                 | Dlp.                 |
| -------------------- | -------------------- | -------------------- |
| 1980                 | 3                    | 0                    |
| 1981                 | 7                    | 0                    |
| 1982                 | 8                    | 0                    |
| 1983                 | 10                   | 0                    |
| 1984                 | 5                    | 0                    |
| 1985                 | 7                    | 0                    |
| 1986                 | 5                    | 2                    |
| 1987                 | 10                   | 0                    |
| 1988                 | 0                    | 0                    |
| 1989                 | 0                    | 0                    |
| 1990                 | 0                    | 0                    |
| 1991                 | 0                    | 0                    |
| 1992                 | 10                   | 0                    |
| 1993                 | 10                   | 0                    |
| 1994                 | 0                    | 0                    |
| 1995                 | 3                    | 0                    |
| Totaal               | 78                   | 2                    |